# Угледар
Угледар (укр. Вугледар; рус. Угледар) градић је у Украјини, у Доњецкој области. Према процени из 2019. у граду је живело 14.822 становника.

## Историја
Основан је 1964. године у вези са почетком развоја региона јужног Донбаса богатог угљем, од 1969. године је насеље урбаног типа.
Планиран је као велики индустријски град са популацијом до сто хиљада становника и више од десет рудника. Али седамдесетих година 20. века, развој лежишта угља у јужном Донбасу је препознат као мање обећавајући од развоја у Кузбасу. Од 1964. године село се звало Јужни и припадало је Петровском округу града Доњецка, а затим је преименовано у Угледар.
Од 1983. године у месту је живело скоро девет хиљада становника, ту су радили рудник угља, била је средња школа, болнички комплекс, биоскоп и две библиотеке. Године 1991. добија статус града.
Током рата на истоку Украјине 2014. године, био је поприште сукоба украјинских и проруских снага. Страдања града су се поновила током Руске инвазије на Украјину 2022. године.

## Становништво
Према процени, у граду је 2019. живело 14.822 становника.
| 1970. | 1979. | 1989.  | 2002.  | 2014.  |
| ----- | ----- | ------ | ------ | ------ |
| 2.179 | 7.382 | 18.658 | 17.440 | 15.294 |